# Hyperolius vilhenai
Hyperolius vilhenai es una especie de anfibios de la familia Hyperoliidae.
Habita en Angola y posiblemente República Democrática del Congo.
Su hábitat natural incluye bosques tropicales o subtropicales secos y a baja altitud, sabanas secas, ríos, pantanos, marismas de agua dulce y corrientes intermitentes de agua dulce.